# Sceloporus jarrovii
Sceloporus jarrovii (колюча ігуана Ярроу) — вид ігуаноподібних ящірок родини фриносомових (Phrynosomatidae). Мешкає в Мексиці і Сполучених Штатах Америки. Вид названий на честь американського натураліста Генрі Кресі Ярроу (1840 — 1929).

## Опис

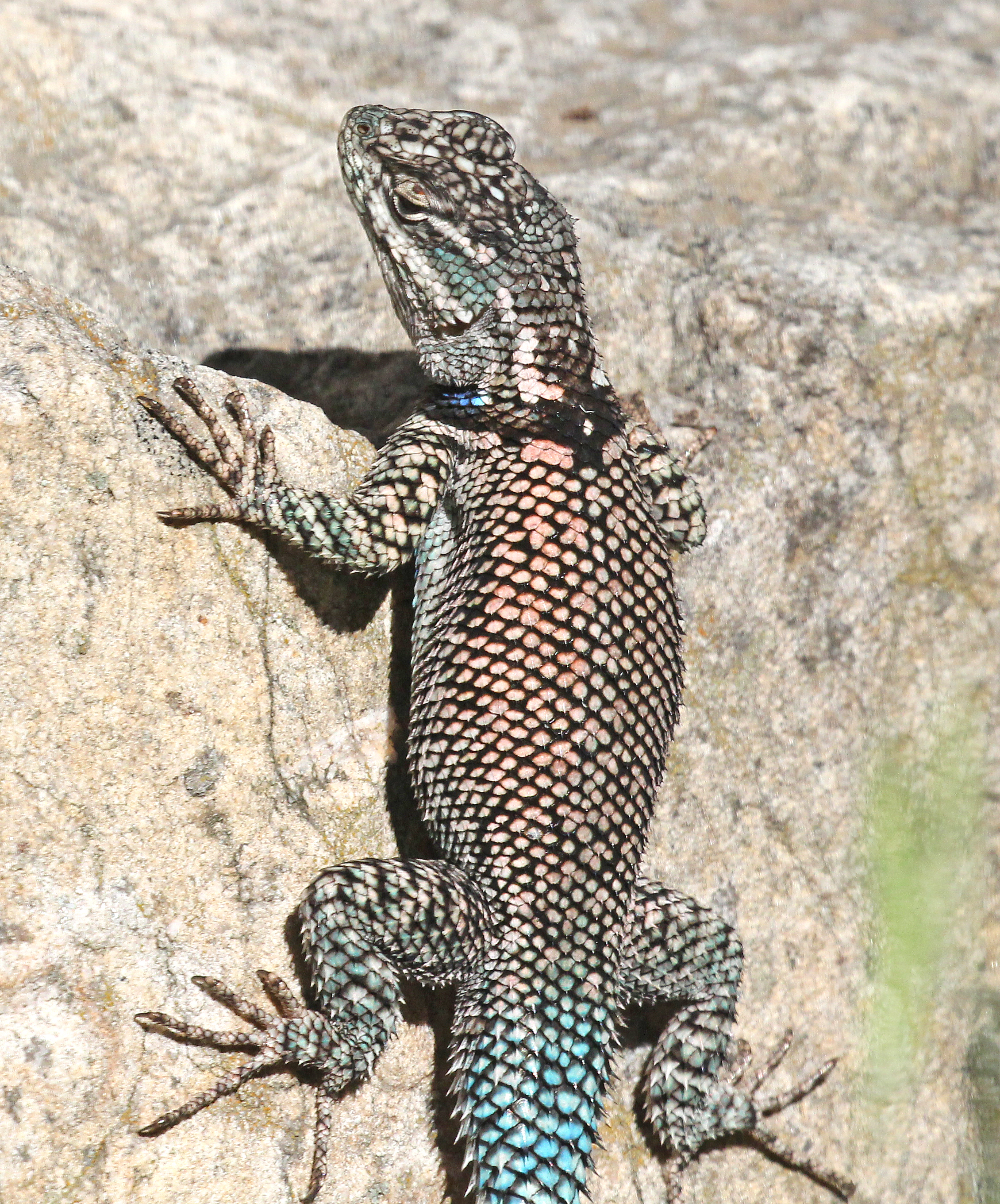
Колюча ігуана Ярроу (Сьєрра-Віста, Аризона)

Довжина колючої ігуани Ярроу (без врахування хвоста) становить 10,5 см. Луски кілеподібні, що надає ящірці колючого вигляду. Забарвлення включає рожеві, зелені, сині і мідні відтінки. Верхня частина голови темно-сіра. У самців синє горло і блакитний живіт. Колючі ігуани Ярроу відрізняються від споріднених видів наявністю чорного "коміра" з білим краєм знизу.

## Підвиди
Виділяють два підвиди:
- Sceloporus jarrovii jarrovii Cope, 1875 — південний захід США (південний схід Аризони, південний захід Нью-Мексико) і північ Мексики (схід Сонори, захід Чіуауа, північний схід Сіналоа, захід Дуранго, північ Тамауліпасу, захід Сакатекасу);
- Sceloporus jarrovii lineolateralis Smith, 1936 — північ центральної Мексики (Дуранго, Сакатекас).

## Поширення і екологія
Колючі ігуани Ярроу поширені на південному заході США та на півночі Мексики, від Нью-Мексико і Аризони на південь до Дуранго і Сакатекаса. Вони живуть в кам'янистих місцевостях, на скелястих схилах пагорбів і в каньйонах, порослих дубовими і дубово-сосновими лісами та колючими чагарниками. Зустрічаються на висоті від 1370 до 3550 м над рівнем моря. Живляться комахами, живородні.